# Wé (Frankrijk)
Wé is een plaats in het Franse departement Ardennes. In 1790 werd Wé opgenomen in de gemeente Carignan. Wé ligt aan de E44 richting Sedan en is ondertussen bijna aan Carignan vastgegroeid.